# Marlengo
Marlengo (en allemand, Marling) est une commune italienne d'environ 2 700 habitants située dans la province autonome de Bolzano dans la région du Trentin-Haut-Adige dans le nord-est de l'Italie.

## Culture

### Patrimoine
- Manoir de Schickenburg

## Administration
| Période                                  | Période  | Identité               | Étiquette | Qualité |
| ---------------------------------------- | -------- | ---------------------- | --------- | ------- |
| 9 mai 2005                               | En cours | Walter Franz Mairhofer | SVP       |         |
| Les données manquantes sont à compléter. |          |                        |           |         |

### Communes limitrophes
Les communes limitrophes sont  Cermes, Lagundo, Lana, Mérano et Parcines.

## Jumelages
- Gelnhausen (Allemagne) depuis 1977
- Kals am Großglockner (Autriche)